# 동카리브 중앙은행
동카리브 중앙은행(Eastern Caribbean Central Bank)은 6개의 개별 카리브 제도 국가들과 2개의 영국의 해외 영토들이 연합하여 만든 통화 당국이다. 동카리브 중앙은행은 동카리브 달러(EC$)의 안정성과 회원국의 균형 있는 성장과 개발을 용이하기 위한 뱅킹 시스템의 무결성을 유지하기 위하여 1983년 10월에 설립되었다.
중앙은행의 본점은 세인트키츠 네비스의 바스테르에 위치한다. 또한 동카리브 중앙은행의 모든 회원국들은 동카리브 국가 국기구(Organisation of Eastern Caribbean States) 소속이다.

## 회원국

### 카리브 제도 6개국
- 앤티가 바부다
- 그레나다
- 세인트키츠 네비스
- 도미니카 연방
- 세인트루시아
- 세인트빈센트 그레나딘

### 영국의 해외 영토 2개
- 앵귈라
- 몬트세랫

## 같이 보기
- 동카리브 달러